# Mouvement séparatiste à Iași du 15 avril 1866
Le mouvement séparatiste à Iași du 15 avril 1866 est une conspiration anti-unioniste de certains grands propriétaires terriens moldaves qui refusent l'élection d'un prince étranger qui aurait compromis de façon permanente leurs chances d'atteindre jamais la domination du pays. 

## Contexte historique
Le 23 février 1866 Alexandre Jean Cuza, le dirigeant de la Roumanie, est contraint d'abdiquer à la suite de la conspiration préparée par la coalition entre conservateurs et libéraux-radicaux (Monstrueuse coalition). Le pouvoir a été repris par une lieutenance princière (Lascăr Catargiu, le général Nicolae Golescu et le colonel Nicolae Haralambie). Le renversement de Cuza résulte de complots de politiciens libéraux et conservateurs désireux d'entraver les réformes démocratiques en Roumanie. Le pouvoir de la lieutenance princière n'a pris fin que lorsque Charles de Hohenzollern-Sigmaringen est devenu prince régnant des principautés roumaines, le 22 mai 1866.

## Objectif
Parmi les participants à l'insurrection figuraient les frères Constantin et Alexandru Moruzi, plusieurs membres de la famille Roznovanu, Teodor Boldur-Lățescu (un responsable de la direction efficace du mouvement de rue) et le métropolite Calinic Miclescu. Le mouvement séparatiste de Iasi visait à amener le boyard Nicolae Rosetti-Roznovanu au pouvoir en avril. La Moldavie devait de nouveau être séparée de la Valachie. 

## Coup d'état
Le mouvement a été déclenché par des moyens démagogiques et jugulé assez aisément car cette action séparatiste s'est limitée à quelques manifestations dans le centre de Iasi. Après plus de trois heures d'affrontements entre 500 manifestants (dont 200 sujets russes) et les soldats amenés à réprimer la révolte, faisant des morts dans les deux camps, la rébellion a été réprimée. Cette décision a été favorisée par la faiblesse des dirigeants qui n'ont pas pu décider de la personne à élire à la place de Cuza.